# Blatta
Blatta (del latín blatta, "cucaracha") es un género de insectos blatodeos de la familia Blattidae (cucarachas). En él se incluye la especie Blatta orientalis, una de las cucarachas domésticas más comunes y extendidas en todo el mundo.